# Chikkappanahalli, Chitradurga
Chikkappanahalli là một làng thuộc tehsil Chitradurga, huyện Chitradurga, bang Karnataka, Ấn Độ.